# El valle (película)
El valle (La Vallée) es una película de 1972 dirigida por Barbet Schroeder y con rodaje en Nueva Guinea.
La película trata de la busca de un valle escondido que supuestamente se encuentra en una zona desconocida que siempre se encuentra "oculta bajo las nubes".

## Sinopsis
Viviane, la esposa del cónsul francés en Melbourne, intenta engañar su aburrimiento durante una estadía en Nueva Guinea. Ella sigue a un grupo de exploradores extranjeros, porque le gustaría encontrar objetos exóticos, en particular las plumas extremadamente raras del ave del paraíso, sin resultado. Uno de los exploradores despertó su interés hasta el punto de que se unió al grupo en lugar de regresar a Australia. El pequeño equipo se aventura en el monte y sus regiones desconocidas para llegar a un valle inexplorado. Este viaje llevará a los viajeros a encontrarse con tribus aisladas y enfrentarlas con las dificultades de las condiciones de una vida primitiva. ¿Serán los hombres y mujeres del grupo lo suficientemente fuertes como para superar los obstáculos materiales e ideológicos para llegar al misterioso y brumoso valle idílico y espiritual?

## Banda Sonora
El conjunto encargado de poner música a la película fue Pink Floyd, que ya había trabajado con Schroeder para la película de 1969 More, y parte del resultado del trabajo de 1972 fue el disco Obscured by Clouds, publicado ese mismo año.
Algunas de las versiones de la música de la película no pueden oírse en el disco de Pink Floyd: hay mezclas, y hasta algunos versos, que se oyen sólo en la película.
A pesar de que la película no tuvo mucho éxito en su difusión internacional, sí lo tuvo el disco, principalmente en los Estados Unidos.
- Datos: Q2671395